# Guarani (langue)
Pour les articles homonymes, voir Guarani.
Le guarani (autonyme : avañe’ẽ ; en espagnol : guaraní) est une langue indigène d'Amérique agglutinante de la famille tupi-guarani parlée au Paraguay – où elle a un statut coofficiel avec l'espagnol –, dans le nord de l'Argentine, dans l'est de la Bolivie et dans le sud du Brésil. On estime qu'il y a cinq millions de personnes qui parlent le guarani. Il est la langue des peuples guaranis. Cette langue n’est pas considérée en danger immédiat.

## Typologie
C'est une langue agglutinante, à syllabes ouvertes (soit consonne-voyelle, soit voyelle seule, les syllabes ne finissent pas par des consonnes) ; l'accent tonique tombe normalement sur la dernière syllabe des mots. La langue a douze voyelles, six simples a, e, i, o, u et y et leurs six voyelles nasales correspondantes, ainsi qu'un coup de glotte, noté par une apostrophe et nommé puso.
Les mots guaranis n'ont ni genre, ni cas, il n'existe pas non plus d'articles. La marque du pluriel est facultative et souvent omise.

## Écriture
Le guarani s'écrit avec un alphabet latin dont l'orthographe est basée sur celle choisie lors du premier congrès sur les langues tupi-guarani qui eut lieu à Montevideo en 1950, puis augmenté par le docteur Decoud Larrosa. Cette orthographe utilise le tilde (~) pour noter les nasalisations, très fréquentes en guarani. On a ainsi les lettres diacritées suivantes : ‹ ã ›, ‹ ẽ ›, ‹ g̃ ›, ‹ ĩ ›, ‹ õ ›, ‹ ũ ›, ‹ ỹ › (‹ g̃ › n'existe pas en tant que caractère précomposé dans Unicode et ‹ ñ ›, à l'imitation de l'espagnol, représente la nasale palatale /ɲ/).
Voici chacun des graphèmes (valeurs phonétiques en API ; quand le graphème est identique au symbole phonétique, sa transcription n'est pas donnée ; les consonnes notées par des digrammes commençant par une nasale sont des prénasalisées : ‹ nd › vaut donc [nd], etc.) : 
| Majuscules    | A   | Ã   | Ch  | E    | Ẽ   | G    | G̃    | H    | I   | Ĩ   | J   |  |  |  |  |  |
| Minuscules    | a   | ã   | ch  | e    | ẽ   | g    | g̃    | h    | i   | ĩ   | j   |  |  |  |  |  |
| Prononciation | [a] | [ã] | [ɕ] | [e]  | [ẽ] | [ɰ]  | [ɰ̃]  | [h]  | [i] | [ĩ] | [j] |  |  |  |  |  |
|               |     |     |     |      |     |      |      |      |     |     |     |  |  |  |  |  |
| Majuscules    | K   | L   | M   | Mb   | N   | Nd   | Ng   | Nt   | Ñ   | O   | Õ   |  |  |  |  |  |
| Minuscules    | k   | l   | m   | mb   | n   | nd   | ng   | nt   | ñ   | o   | õ   |  |  |  |  |  |
| Prononciation | [k] | [l] | [m] | [ᵐb] | [n] | [ⁿd] | [ᵑg] | [ⁿt] | [ɲ] | [o] | [õ] |  |  |  |  |  |
|               |     |     |     |      |     |      |      |      |     |     |     |  |  |  |  |  |
| Majuscules    | P   | R   | Rr  | S    | T   | U    | Ũ    | V    | Y   | Ỹ   | ʼ   |  |  |  |  |  |
| Minuscules    | p   | r   | rr  | s    | t   | u    | ũ    | v    | y   | ỹ   | ʼ   |  |  |  |  |  |
| Prononciation | [p] | [ɾ] | [r] | [s]  | [t] | [u]  | [ũ]  | [ʋ]  | [ɨ] | [ɨ̃] | [ʔ] |  |  |  |  |  |

L'alphabet original ne comportait que vingt-quatre signes, contre trente-trois actuellement.
| a | ch | e  | g | g̃ | h | i | j | k | l | m | mb |
| n | nd | ng | ñ | o | p | r | s | t | u | v | y  |

L'accent aigu peut être employé, à la castillane : on ne l'utilise que si l'accent tonique n'est pas régulier, c'est-à-dire n'est pas situé en fin de mot. D'autre part, le tilde joue un rôle similaire puisque les voyelles tildées sont à la fois nasalisées et toniques.

## Statut et influence

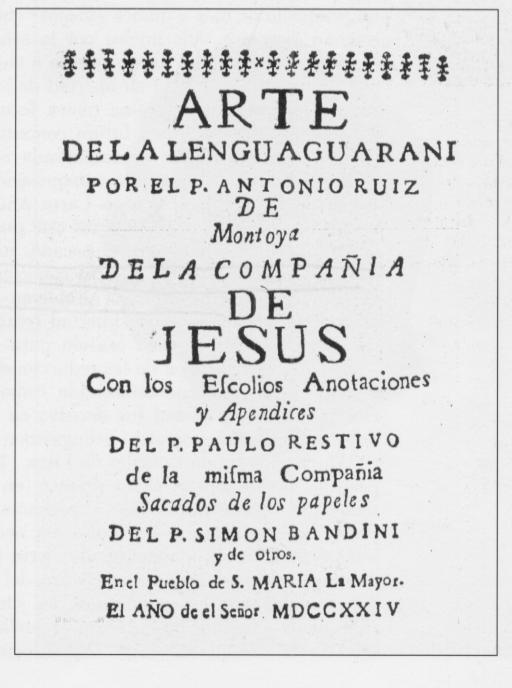
Page de titre de la grammaire de Montoya

Le guarani a survécu, au contraire d’autres langues indigènes d’Amérique du Sud, parce qu’il était la langue des Réductions guaranies du Paraguay où il était parlé, cultivé et enseigné. Le père jésuite Ruiz de Montoya en prépara une grammaire dès 1640. D’autres œuvres de Montoya furent imprimées à la même époque : un catéchisme guarani et un « trésor de la langue guaranie ».
D’après le recensement de 2002, le guarani est parlé au Paraguay par 77 % de la population. La langue y a un statut officiel depuis 1992, et depuis la réforme de l'éducation elle est utilisée comme langue d'enseignement à côté de l'espagnol. Lors des élections du 15 novembre 2015, les Paraguayens ont eu, pour la première fois de leur histoire, la possibilité de voter en langue guarani.
La reconnaissance du guarani comme langue officielle du Paraguay s’est faite progressivement, à travers trois étapes majeures. D’abord, le 25 août 1967, sous la dictature d’Alfredo Stroessner, le guarani est reconnu comme « langue nationale » du Paraguay par la Constitution. Puis, en 1992, avec l’avènement d’une nouvelle constitution, le guarani devient langue officielle, au côté de l'espagnol. Enfin, en 2010 la Loi des langues affirme la reconnaissance par l'État de l'égalité de ses deux langues officielles : le guarani et l’espagnol.

Par ailleurs, le guarani est également langue officielle en Bolivie, au côté de trente-six autres langues, depuis 2009.
De nombreux mots guaranis sont entrés dans le vocabulaire espagnol, et de là vers d'autres langues, en particulier des noms relatifs à la faune et la flore d'Amérique du Sud. Par exemple ñandú (nandou), jaguaretá (jaguar), tatú (tatou), ananá (ananas), curaré (curare), piraña (piranha), Caraïbes, signifie homme blanc, etc. En fait, le guarani est, après le grec ancien et le latin, la troisième source en importance pour les noms scientifiques de plantes et d'animaux.[réf. souhaitée]

## Lexique

### Emprunts français
Le français a emprunté de nombreux mots au guarani ou au tupi, notamment : agouti, aï, ajoupa, ara, boucan (qui a donné boucaner et boucanier), cabiai, palétuvier, tapir, et maringouin. L'espagnol et le portugais ont souvent servi d'intermédiaire, pour des mots tels que acajou, jaguar, petun (d'où Petunia puis pétunia), tapioca, ananas ou toucan.

## Exemples
| Mot    | Traduction | Prononciation standard |
| ------ | ---------- | ---------------------- |
| terre  | yvy        |                        |
| ciel   | yvaga      |                        |
| eau    | y          |                        |
| feu    | tata       |                        |
| homme  | kuimba'e   |                        |
| femme  | kuña       |                        |
| manger | -karu      |                        |
| boire  | -'u        |                        |
| grand  | tuicha     |                        |
| petit  | michī      |                        |
| nuit   | pyhare     |                        |
| jour   | ára        |                        |

## Le guarani dans les arts et la littérature
- Le Nouveau Testament a été traduit du grec en guarani par le Dr John William Lindsay (1875-1946), qui était un missionnaire médical écossais basé à Belén, au Paraguay. Le Nouveau Testament a été imprimé par la British and Foreign Bible Society en 1913. On pense qu'il s'agit du premier Nouveau Testament traduit dans une langue indigène d'Amérique du Sud.